# عبد يغوث الحارثي
عبد يغوث بن الحارث بن وقاص بن صلاءة الحارثي المذحجي (45 ق هـ - 3 ق هـ / 578م - 618م) شاعر جاهلي ومن سادة الجاهلية وله قصيدة شهيرة بدواوين العرب. كان عبد يغوث فارس وسيد لقومه بنو الحارث بن كعب وكان قائدهم في يوم الكلاب الثاني على بني تميم، وفي ذلك اليوم أُسر ثم قتل صبراً. وهو من أهل بيت معرق في الشعر في الجاهلية والإسلام، منهم اللجلاج الحارثي وهو طفيل بن يزيد بن عبد يغوث، ومسهر بن يزيد بن عبد يغوث، وهو الذي طعن فارس بني عامر بن صعصعة عامر بن الطفيل فأذهب عينه.

## نسبه
عبد يغوث بن الحارث بن وقاص بن صلاءة بن المعقل بن كعب الأرت بن ربيعة بن كعب بن الحارث بن كعب بن عمرو بن علة بن جلد بن مالك بن أدد بن زيد بن يشجب بن يعرب بن زيد بن كهلان بن سبأ.

## قصيدته الشهيرة وقصة أسره
جمعت مذحج، من أهل اليمن، جموعها وأحلافها في جيش عظيم، وساروا يريدون بني تميم، فوقعت بينهم وقعة يوم الكلاب الثاني، فانهزمت مذحج، وقتل من الفريقين. وقتل من بني تميم النعمان بن مالك بن الحارث بن جساس، وأسر عبد يغوث، وكان قائد قومه مذحج، وأراد أن يفدي نفسه، فأبت بنو تميم إلا أن تقتله بالنعمان بن جساس، ولم يكن عبد يغوث قاتله، ولكن قالت تميم: قتل فارسنا ولم يقتل لكم فارس مذكور. وكانوا قد شدوا لسانه لئلا يهجوهم، فلما لم يجد من القتل بدا طلب إليهم أن يطلقوا عن لسانه، ليذم أصحابه وينوح على نفسه، وأن يقتلوه قتلة كريمة، فأجابوه، وسقوه الخمر وقطعوا له عرقا يقال له الأكحل، وتركوه ينزف حتى مات. فقال هذه القصيدة حين جهز للقتل، نهى فيها صاحبيه عن لومه. إذ اللوم قليل نفعه، ورجا من يأتي العروض أن يبلغ أصحابه أن لا لقاء، ثم أنحى على قومه باللوم إذ انهزموا، وأنه لو شاء هرب، ولكنه ثبت ليحمي الذمار ومؤخرة قومه . ثم قص قصة أسره وشد لسانه، وما لقي من هزء نساء تميم به. ثم فخر بشجاعته وكرمه، وبراعته في الطعن والقتال.
وقصة أسره عجيبة حيث بعد أسره رأته أم العبشمي الذي أسره وعبشم بطن من تميم اسمهم عبد شمس
وقالت أم الفتى الذي أسره من أنت؟ وقد شاهدت عبد يغوث عظيما جميلا جسيما؟ فقال: أنا سيد القوم.
فضحكت وقالت: قبحك الله من سيد قوم حين أسرك هذا الأهوج، تقصد ولدها الفتى.
فرد عليها عبد يغوث ببيت شعر:
ثم قال لها: أيتها الحرة، هل لك إلى خير؟ قالت : وما ذاك؟ قال: أُعطي ابنك مئة من الإبل وينطلق بي إلى الأهتم ( الأهتم من سادات تميم ) فإني أتخوف أن تنتزعني سعد والرباب منه وسعد والرباب قبائل من تميم
فأضمن له مئة من الإبل، فقبضها العبشمي وانطلق إلى الأهتم
فقال عبد يغوث:
ولكنهم خدعوه فأخذوا الإبل ولم يطلقوا سراحه، فطلب منهم أن يقتلوه
وقال في قصيدته:
| عبد يغوث الحارثي | ليس في الأرض أعجب من طرفة بن العبد وعبد يغوث فإن قسنا جودة أشعارهما في وقت إحاطة الموت بهما فلم تكن دون سائر أشعارهما في حال الأمن والرفاهية | عبد يغوث الحارثي |

## المرجع
- البيان والتبيين.
- الأغاني للأصفهاني.
- العقد الفريد.

1. ↑  بوَّابة الشُعراء (بالعربية والإنجليزية)، QID:Q106776388